# Pseudoleptaleus sichuanus
Pseudoleptaleus sichuanus es una especie de coleóptero de la familia Anthicidae.

## Distribución geográfica
Habita en Sichuan (China).